# Etuda št. 9 (Ligeti)
Etuda za klavir št. 9, »Vertige« (Vrtinec) je delo skladatelja Györgyja Ligetija (1986).
Naslov etude št. 9 je vrinec, vrtoglavica, oz. omotica in potrjuje metaforično povezavo naslova in glasbe. V Vertigu povsem majhna začetna neskladja pripeljejo do pomembnih posledic. V začetku je Ligetijev material varljivo metodičen, celo neločljiv: padajoča 16-tonska kromatična skala v izenačenih osminkah. Karakter te glasbe - in zvijačnost skladatelja - se popolnoma zanaša na to, da bo razvoj dogodkov v času napredoval sam. Na začetku imamo repeticije, neprenehno ponavljajočo se skalo, ki jo preplavljajo nove skale kot prekrivajoči valovi, medtem ko njihovi predhodniki izginjajo »izpred oči«.
Potem sledijo neznatne spremembe: v časovni razliki med vstopi in v številu padajočih poltonov v vsaki lestvici. Na začetku imajo vse lestvice 16 tonov in nastopajo v intervalih osmih, sedmih ali petih osmink. Kmalu se vrzel med vstopi skrči na samo tri ali dve osminki (in občasnih štiri ali pet) in potegnejo poslušalca med dezorientirane pospeške. Medtem se lestvice same ali razširjajo ali krčijo, zmanjšujejo v dolžini tam, kjer vztrajnost mase ponavljajočih vstopov ovira gibanje. Razširja pa se tudi do 17, 19, 20, 21, 22, 27 in celo 37 padajočih poltonov, medtem ko skupine not potiskajo svoje meje navzven. Vseh prvih 17 lestvic je sestavljenih iz 16 poltonov, padajočih od h1 do A. Kasneje se zadnje note začnejo postopoma zniževati, prve note pa se progresivno dvigujejo: c2 začenja 23. lestvico, db2 26., d2 32. in tako naprej v poltonih. Smer toka je jasno zastavljena, vendar naše slušno ravnotežje vztrajno moti neenakomernost podrobnosti. Poltonski material - glasbena tekočina - ostane konsistentna, vendar njeno gladino vedno znova razburka par valov, ki ni nikdar enak. Dezorientiranim od teh razmajanih kroženj se nam od 25. takta naprej ponudijo melodije, ki se jih lahko oklenemo, prav zares »razpoznavne« teme, ki jo najprej zaigra leva in nato desna roka. Vendar so tudi te melodije ritmično asimetrične in le malo pripomorejo pri urejanju kaotičnega toka lestvic. 
V Vertigu se kažejo torej muzikalne reprezentacije samosvoje fizikalne turbulence. Toda Ligeti kljub svojim ustvarjalnim obsesijam ni ne fanatičen ne suhoparno akademski. Ne more se izogniti dramatičnim izpostavitvam drugih idej. Tukaj je to melodični pojav izrazitih intervalov, trizvokov in pedalnih not, ki nepričakovano zavijejo razburkano mikrofonijo v vse-objemajočo tonaliteto H dur!
Podobne dramatične jukstapozicije srečujemo v drugih etudah, natančnost in nestanovitnost, ki sobivata v isti meri. Ti kontrasti so najbolj teatralno razburljivi v etudi št. 13, »L'escalier du diable«.